# Hodowla zachowawcza
Hodowla zachowawcza – świadome działanie prowadzące do utrzymania zanikających pierwotnych ras zwierząt, którego celem jest ochrona zasobów genowych. Za rasę zanikającą uznaje się tę, która reprezentowana jest przez 1000-5000 samic. W stadach objętych hodowlą zachowawczą nie prowadzi się selekcji na cechy użytkowe, stosuje się zaś metody przeciwdziałające wzrostowi chowu wsobnego. Hodowle te są zwykle utrzymywane dzięki dotacjom państwowym.
W Polsce prowadzi się hodowle zachowawcze następujących ras:
- bydło: czerwona polska, białogrzbieta, polska czarno-biała, polska czerwono-biała
- konie: konik polski, koń huculski, koń wielkopolski, koń małopolski, koń śląski, polski koń zimnokrwisty
- owce: wrzosówka, świniarka, polska owca górska odmiana barwna, cakiel podhalański, owca uhruska, owca żeleźnieńska, owca pomorska, owca kamieniecka, owca olkuska, merynos polski odmiana barwna, merynos polski starego typu, owca wielkopolska, polski corriedeil
- kury: zielononóżka kuropatwiana